# Korab (wieś)
Korab – wieś w Polsce położona w województwie wielkopolskim, w powiecie kaliskim, w gminie Blizanów.
W latach 1975–1998 miejscowość położona była w województwie kaliskim.
Miejscowość po raz pierwszy wzmiankowana jest na początku XVI w. Źródła pisane wskazują, że między 1523 a 1579 r. szlacheccy właściciele wsi dokonali tu lokacji miasta. Musiała być ona nieudana, bowiem już na początku XVII w. nie odbywano tu żadnych targów. W końcu XVIII występuje znowu jako wieś.
Układ przestrzenny miejscowości nie zachował żadnych cech miejskich.